# 阿利斯特·杰克
阿利斯特·威廉·杰克爵士，KBE，DL（1963年7月7日—）是英国保守党政治人物，曾任蘇格蘭事務大臣、下議院鄧弗里斯和加洛韋選區的國會議員。从政前是一位商人，经营帐篷租赁和自助仓储公司，財富累計約2千萬英鎊。

## 个人生活
已婚，妻子安妮（娘家姓Hodgson），三个子女已成年。